# Ettore Ximenes

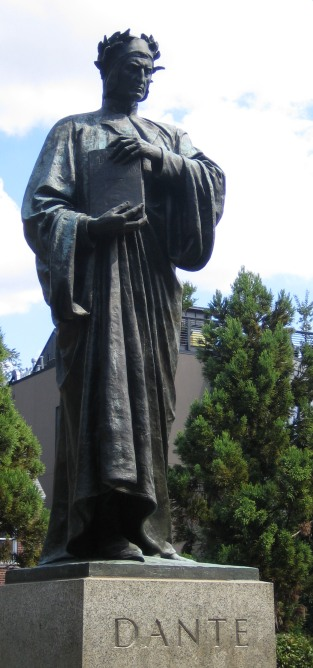
La statua di Dante al Meridian Hall Park di Washington.

Ettore Ximenes (Palermo, 11 aprile 1855 – Roma, 20 dicembre 1926) è stato uno scultore e illustratore italiano.

## Biografia
Figlio del calligrafo e miniaturista Antonio Ximenes e della nobildonna Giulia Tolentino, discendeva da una nobile famiglia di origine spagnola, gli Ximenes. Da parte materna, era parente del ministro Camillo Finocchiaro Aprile, patriota risorgimentale, come anche il padre Antonio e lo zio Giovanni Tolentino. Inizialmente intraprese studi letterari ma iniziò presto a dedicarsi all'arte, studiando all'Accademia di Belle Arti di Palermo fino al 1871, quando si trasferì a Napoli. In un primo momento seguì come maestri Vincenzo Ragusa, Domenico Morelli, Vincenzo Gemito e Stanislao Lista, ma quando si trasferì a Firenze fu influenzato molto dall'arte del Rinascimento. 
Dal 1885 al 1894, dopo un viaggio a Parigi, fu direttore dell'Istituto d'Arte di Urbino e iniziò a produrre molte opere, tra cui i monumenti a Giuseppe Garibaldi per Pesaro, Carpi e Milano (la parte architettonica fu affidata a Augusto Guidini). Partecipò al concorso per realizzare il Monumento a Dante a Trento, che fu però vinto da Cesare Zocchi. In quell'occasione conobbe Paolo Oss Mazzurana, del quale in seguito realizzò un ritratto ad olio che regalò alla famiglia nel 1896, dopo la sua morte.

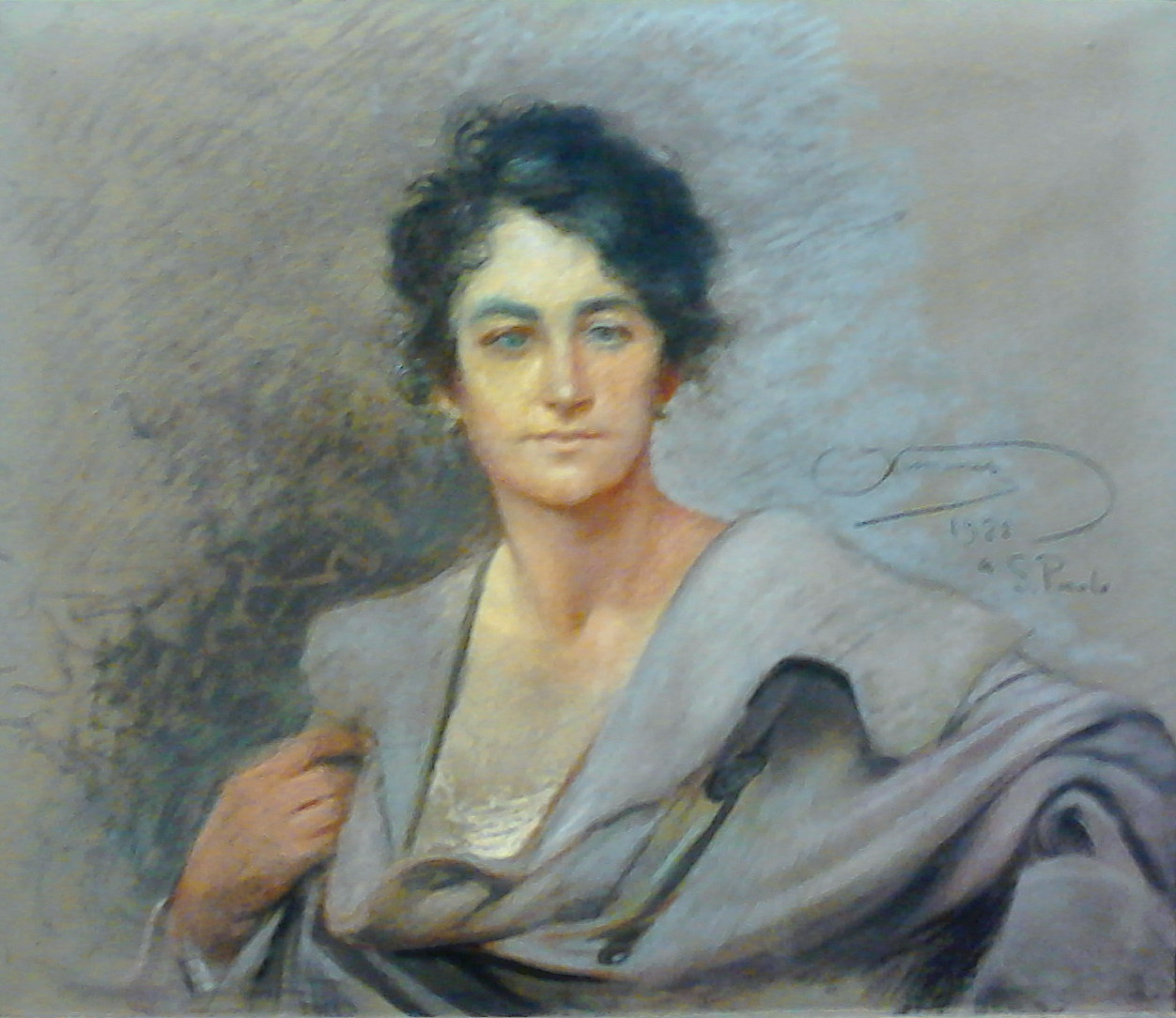
Ettore Ximenes, Ritratto di Maria Fonzari, 1922, Pastello su carta

Successivamente presentò alla Biennale di Venezia un modello di statua bronzea di Giuseppe Zanardelli (oggi esposta al tribunale di Brescia). Per lo stesso Zanardelli eseguì su sua commissione il grande monumento bronzeo La Famiglia collocato nel Cimitero Vantiniano a Brescia. Altre tre busti dello Zanardelli a Brescia sono all'Ateneo, nel Palazzo della Loggia e al Museo del Risorgimento.
Realizzò anche una statua rappresentante la Legge per il re Vittorio Emanuele II di Savoia. Per quest'ultimo eseguì poi la scultura Cuore di Re, sita nel Parco della Tesoriera a Torino: il re, in abiti venatori, è immortalato mentre regge sulle ginocchia un bambino scalzo; non vi sono simboli militari o politici, e il tutto è permeato da un'atmosfera di pace e tranquillità.
Progettò con l'architetto Lamberto Cusani tra il 1912 e il 1920 un grande gruppo monumentale, sopravvissuto solo in parte alla II Guerra Mondiale e a scelte urbanistiche del dopoguerra, per commemorare Giuseppe Verdi a Parma; nella stessa città, che nel 1907 gli concesse la cittadinanza onoraria, realizzò anche il monumento alla Vittoria e quello a Vittorio Bottego. Nel 1917 realizzò l'"Angelo della Carità" per la cappella cimiteriale di Perteole (Ruda), scultura bronzea poi ubicata nel vicino Cimitero degli Eroi di Aquileia.

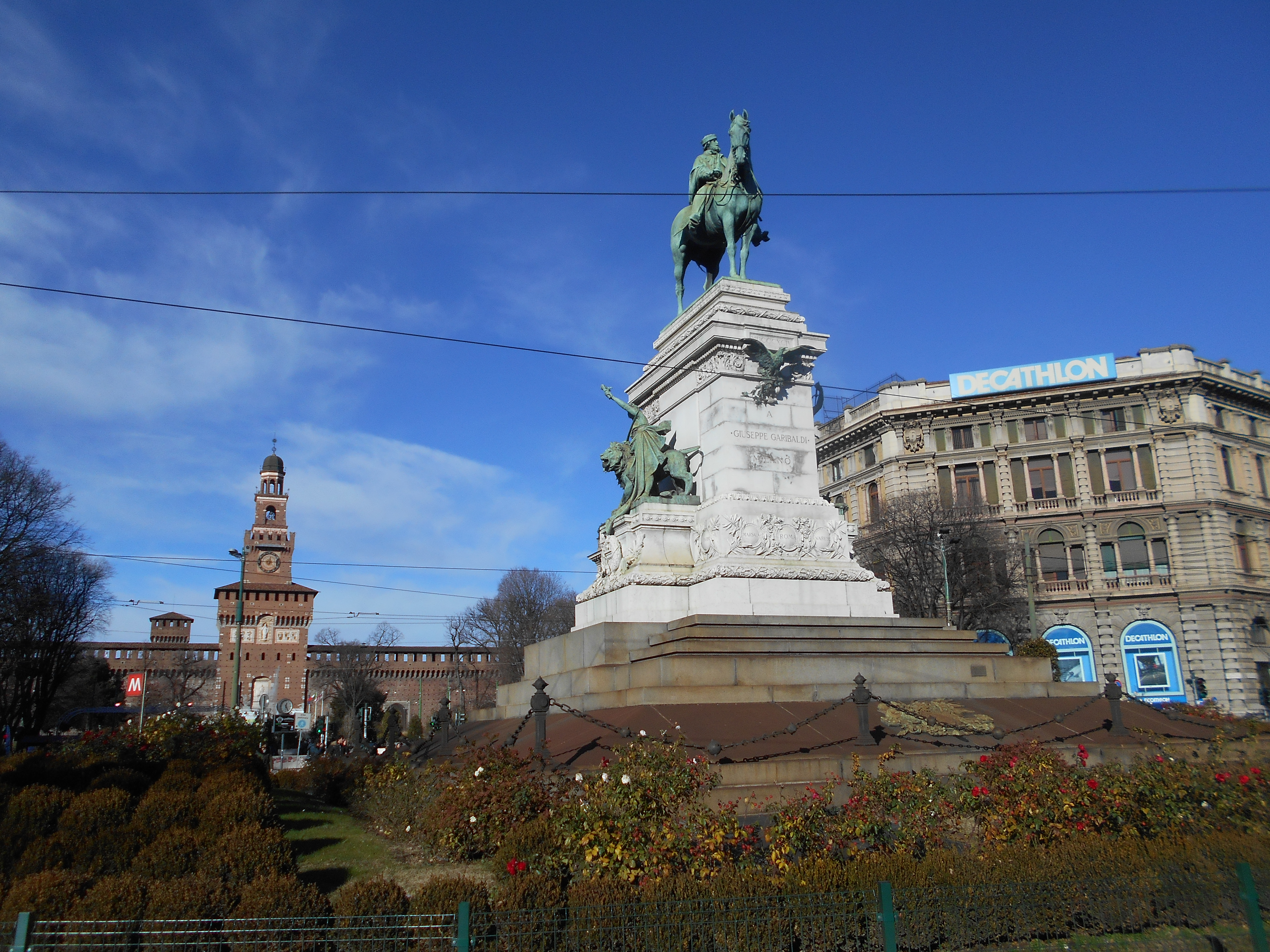
Monumento equestre a Giuseppe Garibaldi, Milano

Dal 1911 al 1926 Ximenes lavorò quasi esclusivamente su commissione estera. Oggi, molte sue opere sono conservate in varie città, tra cui Washington, New York: Monumento a Dante Alighieri e Giovanni da Verrazzano, Rio de Janeiro: Mausoleo di Raul Soares de Moura, Kiev: Monumento allo zar Alessandro II e al ministro Stolypin. Suo a Buenos Aires il monumento al generale Belgrano e il busto che rappresenta allegoricamente alla Repubblica Argentina. Collaborò anche con Manfredo Manfredi nella realizzazione del Monumento dell'Indipendenza a San Paolo del Brasile.
Fu anche illustratore: sue sono le immagini nell'edizione originale de Il vino di Edmondo De Amicis e Nei boschi incantati di Policarpo Petrocchi.
Aderì alla Massoneria; non se ne conosce la data di iniziazione, ma fu elevato Maestro il 23 agosto 1915 nella Loggia "Universo" di Roma.
Ebbe due mogli; la prima, Paolina Pardo, sposata a Palermo nel 1882, che lo lasciò presto vedovo, dopo aver partorito una figlia e un figlio. La seconda, Gabriella Sebregondi, sposata nel 1886 a Palermo, dalla quale ebbe altri sei figli.
È sepolto a Roma nella Cappella della famiglia Ximenes al Cimitero del Verano.

## Opere
- Roma:
  - Monumento a Ciceruacchio (1907)
  - Villino Ximenes

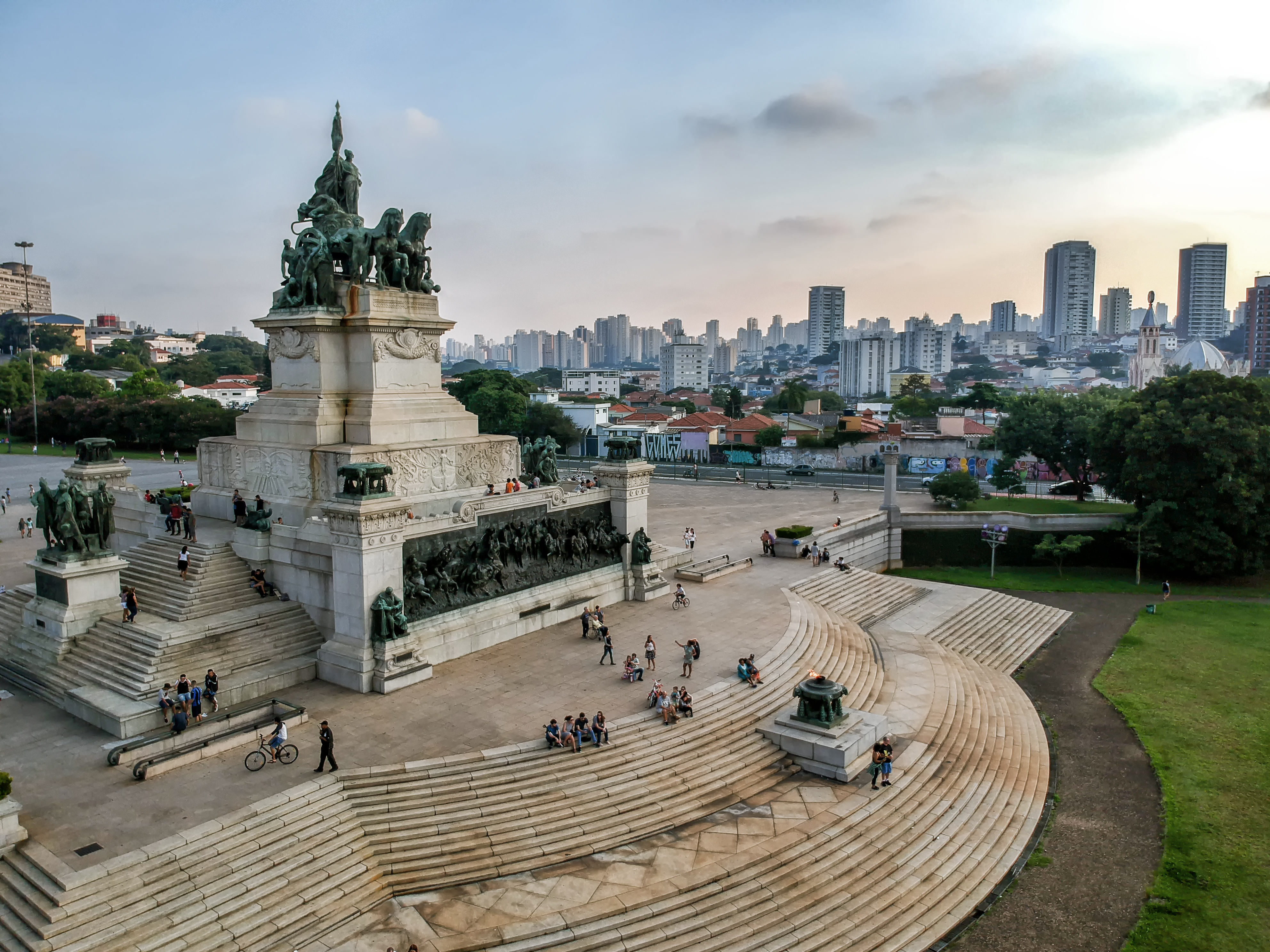
Monumento all'Indipendenza del Brasile a San Paolo

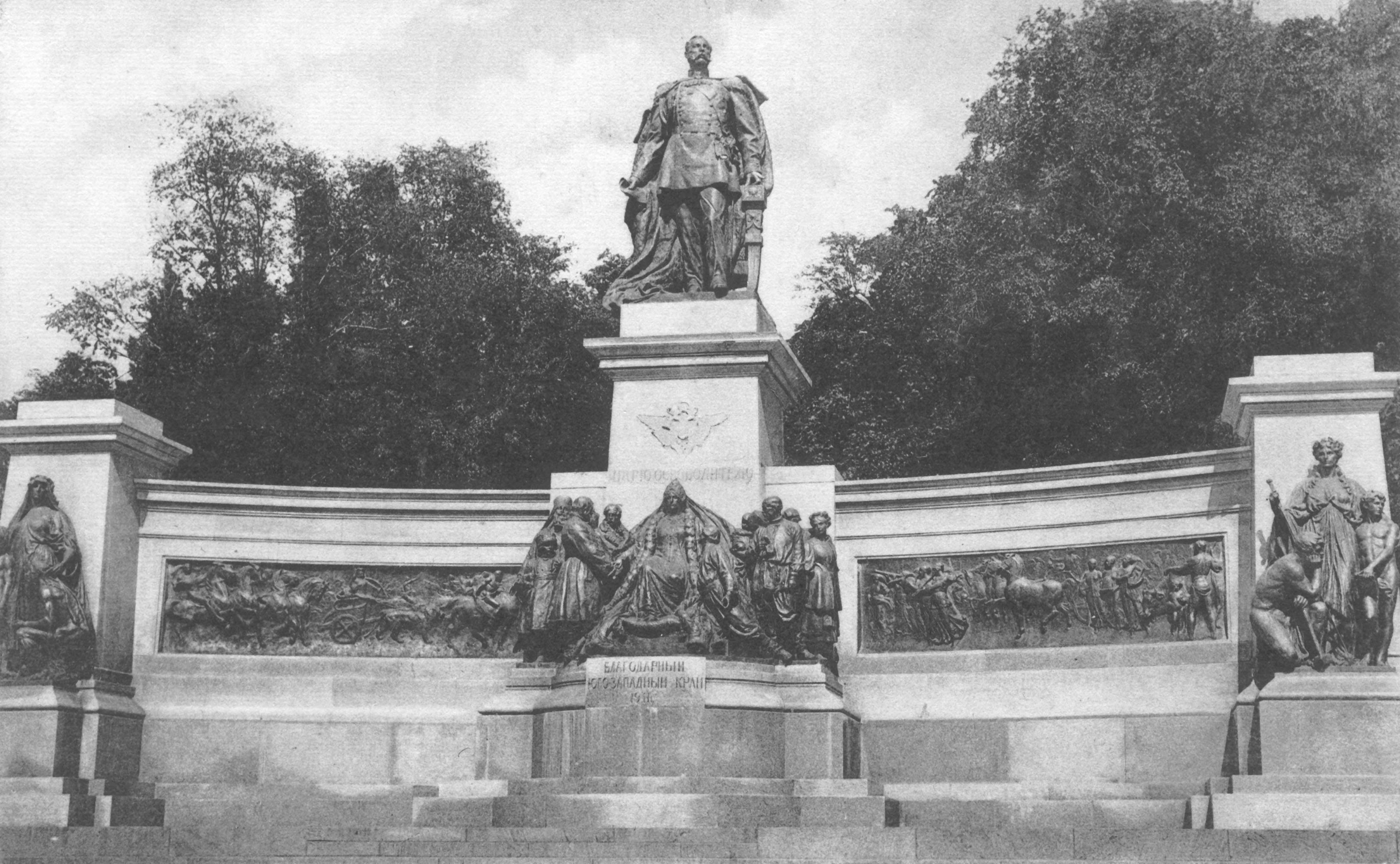
Monumento ad Alessandro II a Kiev

  - Gruppo marmoreo Il Diritto al Vittoriano
  - Quadriga bronzea che si affaccia sul Tevere risalente al 1907, ma collocata in cima al Palazzo della Corte di cassazione nel 1925[4]
- Buenos Aires, Mausoleo del generale Manuel Belgrano (1898)
- New York:
  - Monumento a Dante Alighieri
  - Monumento a Giovanni da Verrazzano
- Washington, Monumento a Dante Alighieri (1921)
- San Paolo, Monumento all'Indipendenza del Brasile (1884-1926)
- Kiev, Monumento ad Alessandro II (distrutto nel 1919)
- Torino, statua Cuore di Re, dedicata a Vittorio Emanuele II
- Peveragno, Monumento a Pietro Toselli eroe dell'Amba Alagi (1899)
- Aquileia, grande gruppo del Sacrificio dedicato ai Caduti
- Sarno, Monumento allo scultore Giovanni Battista Amendola
- Enna, Monumento a Napoleone Colajanni
- Letojanni, Monumento allo scienziato Francesco Durante
- Parma:
  - Monumento a Giuseppe Verdi
  - Monumento a Vittorio Bottego
- Milano:
  - Monumento a Giuseppe Garibaldi (1895)
  - Tomba di Giuseppe Treves e Virginia Tedeschi nel Cimitero Monumentale, riparto israelitico, campo 2 giardino 141-142 (1906)
- Pesaro, Monumento a Giuseppe Garibaldi (1891)
- Palermo:
  - Calvario in piazza Don Bosco
  - Busto di Giuseppe Pitrè (1908) nel cortile del museo Pitrè
- Sebenico, Monumento a Niccolò Tommaseo (1896; distrutto dopo la seconda guerra mondiale)
- Urbino:
  - statua della Fede, 1895 ca., Cappella Petrangolini, Cimitero monumentale di San Bernardino.
  - busto-ritratto del conte Camillo Castracane Staccoli, 1884-93, terracotta, Casa Natale di Raffaello.

## Stile

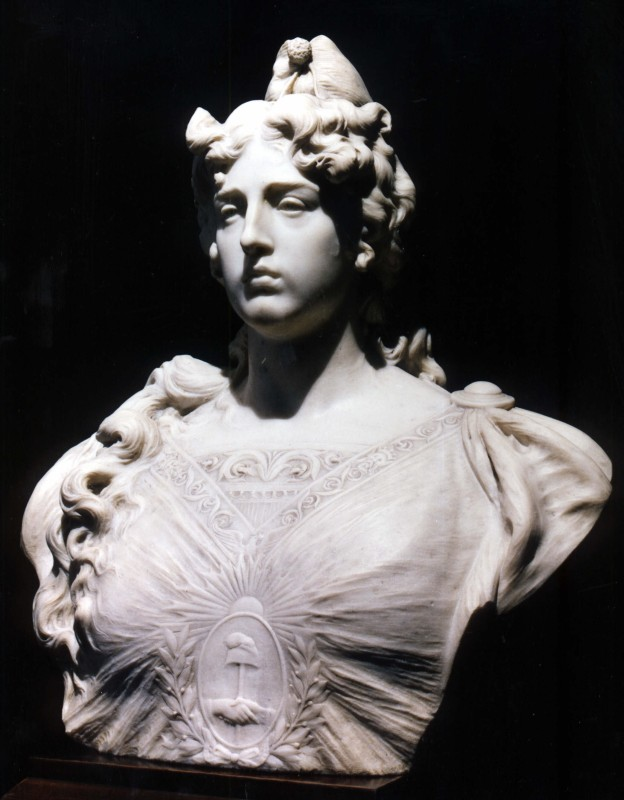
La Repubblica Argentina, 1900

I suoi soggetti preferiti erano i personaggi religiosi e mitologici. Le sue opere sono caratterizzate da una forte tendenza realistica.

## Musei

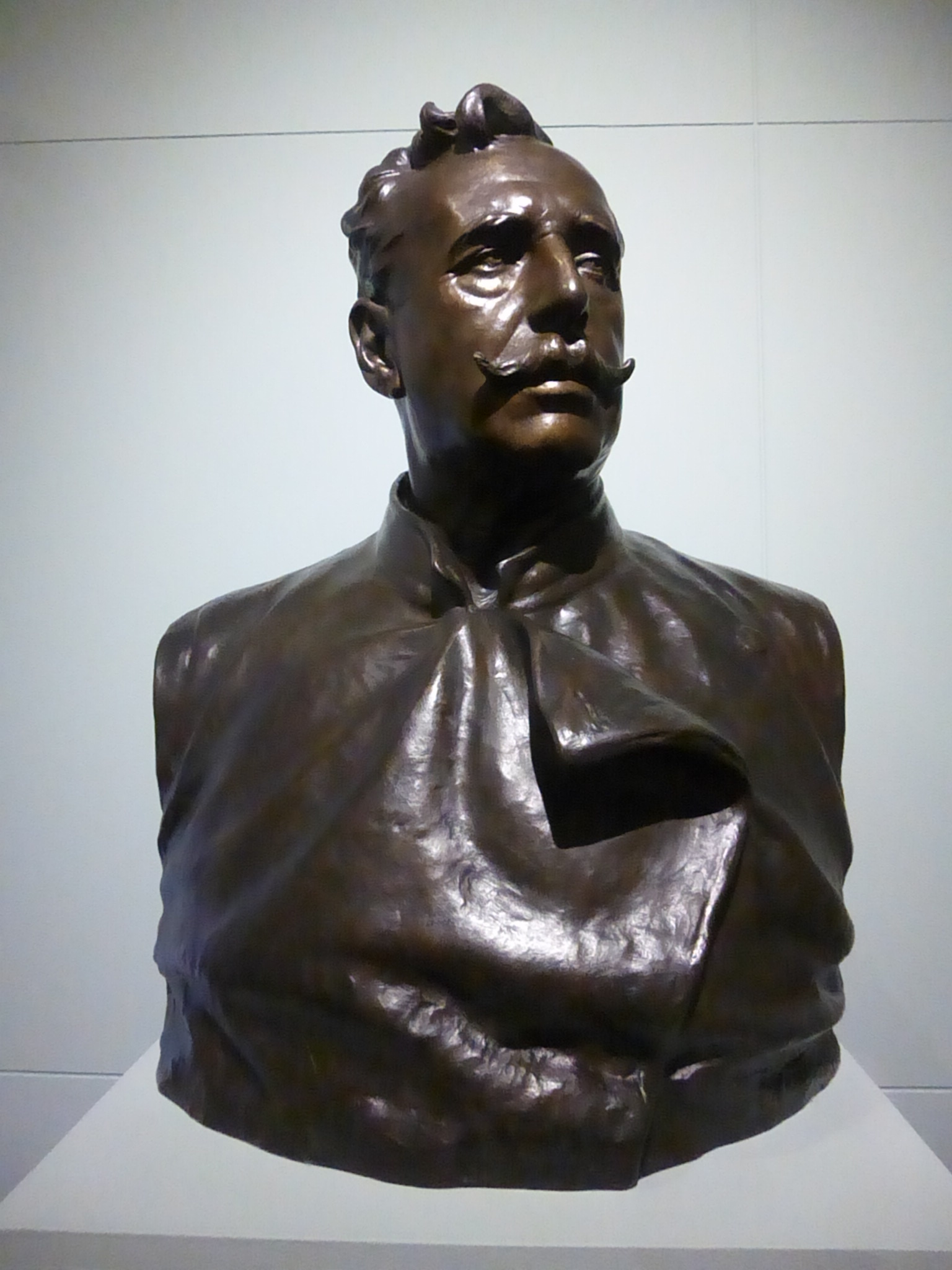
Ettore Ximenes, Autoritratto, Bronzo

Elenco dei musei che espongono opere dell'artista:
- Museo Casa Natale di Michelangelo Buonarroti, Caprese Michelangelo (AR);
- Villino Ximenes, Roma;
- Galleria Nazionale d'Arte Moderna, Roma: statua bronzea raffigurante la "Libertà" e "Ritratto della madre" Giulia Tolentino (busto in gesso);
- Galleria d’Arte Moderna di Palermo “Empedocle Restivo” :”Ecce Mater” (scultura)
- Pinacoteca di Villa Zito, Palermo: ritratto di Francesco Lojacono.
- Museo Correale di Terranova, Sorrento: busto di Torquato Tasso (bozzetto in gesso)

## Albero genealogico
|                                   |                                     |                                                | Genitori               |  |  | Nonni               |  |  | Bisnonni            |  |
|                                   |                                     |                                                |                        |  |  | Don Michele Ximenes |  |  | Don Gaetano Ximenes |  |
|                                   |                                     |                                                |                        |  |  | Don Michele Ximenes |  |  | Don Gaetano Ximenes |  |
|                                   |                                     | Donna Francesca                                |                        |  |  | Don Michele Ximenes |  |  |                     |  |
| Don Antonio Ximenes (1826-1896)   |                                     |                                                |                        |  |  | Don Michele Ximenes |  |  |                     |  |
|                                   |                                     | Donna Maria Felicia Zenitti                    | Andrea Zenitti         |  |  |                     |  |  |                     |  |
|                                   |                                     | Donna Maria Felicia Zenitti                    | Andrea Zenitti         |  |  |                     |  |  |                     |  |
|                                   |                                     | Donna Maria Felicia Zenitti                    | Donna Rosaria Vezzosa  |  |  |                     |  |  |                     |  |
| Ettore Ximenes                    |                                     | Donna Maria Felicia Zenitti                    |                        |  |  |                     |  |  |                     |  |
|                                   | Don Giuseppe Tolentino(1794 - 1837) | Don Nicolò Tolentino (1750 - 1819)             |                        |  |  |                     |  |  |                     |  |
|                                   | Don Giuseppe Tolentino(1794 - 1837) | Don Nicolò Tolentino (1750 - 1819)             |                        |  |  |                     |  |  |                     |  |
|                                   | Don Giuseppe Tolentino(1794 - 1837) | Donna Maria Antonia Romano                     |                        |  |  |                     |  |  |                     |  |
| Donna Giulia Tolentino (1829 - ?) | Don Giuseppe Tolentino(1794 - 1837) |                                                |                        |  |  |                     |  |  |                     |  |
|                                   |                                     | Donna Giovanna O'Carroll e Dives (1796 - 1863) | Don Giovanni O'Carroll |  |  |                     |  |  |                     |  |
|                                   |                                     | Donna Giovanna O'Carroll e Dives (1796 - 1863) | Don Giovanni O'Carroll |  |  |                     |  |  |                     |  |
|                                   |                                     | Donna Giovanna O'Carroll e Dives (1796 - 1863) | Donna Gabriella Dives  |  |  |                     |  |  |                     |  |
|                                   |                                     | Donna Giovanna O'Carroll e Dives (1796 - 1863) |                        |  |  |                     |  |  |                     |  |